# Hillsdale (Oklahoma)
Hillsdale es un pueblo ubicado en el condado de Garfield, en el estado estadounidense de Oklahoma. En el año 2010 tenía una población de 121 habitantes y una densidad de 134,44 personas por km².

## Geografía
Hillsdale se encuentra ubicado en las coordenadas 36°33′45″N 97°59′33″O / 36.56250, -97.99250 (36.562513, -97.992601).

## Demografía
Según la Oficina del Censo en 2000, los ingresos medios por hogar en la localidad eran de 29 028 dólares y los ingresos medios por familia eran 29 286 dólares. Los hombres tenían unos ingresos medios de 27 813 dólares, frente a los 21 250 las mujeres. La renta per cápita para la localidad era de 11 478 dólares. Alrededor del 16% de la población estaba por debajo del umbral de pobreza.